# 费迪南多·玛利亚 (两西西里)
费迪南多·玛利亚·安德烈阿·阿方索·马库斯（Ferdinando Maria Andrea Alfonso Marcus，1926年5月28日—2008年3月20日），两西西里王子，1966年起为卡斯特罗公爵、波旁-两西西里王室家族族长。

## 生平
费迪南多·玛利亚是卡斯特罗公爵、波旁-两西西里王室家族族长兰尼埃里与妻子卡罗琳娜·扎莫伊斯卡女伯爵的儿子，1926年5月28日生于波兰馬佐夫舍省波赞姆策。他一生的大部分时间都生活在法国，曾经在法国军队服役，是第一个在法军服役的两西西里王室成员。1966年，父亲兰尼埃里将卡斯特罗公爵和波旁-两西西里王室家族族长的称号让给费迪南多·玛利亚。若两西西里王国继续存在，他将成为两西西里国王费迪南多四世。费迪南多·玛利亚也是圣乔治康斯坦丁骑士团和弗朗切斯科一世王家骑士团的大团长。
2008年3月20日，费迪南多·玛利亚在法国瓦尔省德拉吉尼昂去世，终年81岁。子卡洛继承其为卡斯特罗公爵、波旁-两西西里王室家族族长。

## 婚姻与子女
1949年7月23日，费迪南多·玛利亚在瑞士吉茨与法国人尚塔尔·弗朗索瓦丝·玛丽·卡米耶·德·舍弗隆-维耶特（Chantal Françoise Marie Camille de Chevron-Villette，1925年1月10日—2005年5月24日）结婚。尚塔尔·德·舍弗隆-维耶特是维耶特伯爵约瑟夫-皮埃尔·德·舍弗隆与夫人玛丽·德·柯尔贝-加内的女儿。费迪南多·玛利亚与尚塔尔有一子二女：
- 长女贝娅特丽丝·玛丽·卡罗琳·路易丝·弗朗索瓦丝（Béatrice Marie Caroline Louise Françoise，1950年6月16日—），1978年与法国皇位继承人波拿巴家族的拿破仑亲王夏尔·拿破仑结婚，有一子一女，二人于1989年离婚；
- 次女安娜·玛丽·卡罗琳·卡门（Anna Marie Caroline Carmen，1957年4月24日—），1977年与法国人雅克·科珊结婚，有一子一女；
- 子卡洛·玛丽亚·贝尔纳多·真纳罗（Carlo Maria Bernardo Gennaro，1963年2月24日—），封卡拉布里亚公爵，费迪南多·玛利亚的继承人，2008年起为卡斯特罗公爵和波旁-两西西里王室家族族长。

## 祖辈
费迪南多·玛利亚的三代祖辈详见下表：
| 两西西里王子、卡斯特罗公爵费迪南多·玛利亚 | 父亲： 两西西里王子、卡斯特罗公爵兰尼埃里 | 祖父： 两西西里王子、卡塞塔伯爵阿方索 | 祖父之父： 两西西里国王费迪南多二世                      |
| 两西西里王子、卡斯特罗公爵费迪南多·玛利亚 | 父亲： 两西西里王子、卡斯特罗公爵兰尼埃里 | 祖父： 两西西里王子、卡塞塔伯爵阿方索 | 祖父之母： 奥地利-特申的玛丽亚·特蕾西亚·伊莎贝拉女大公   |
| 两西西里王子、卡斯特罗公爵费迪南多·玛利亚 | 父亲： 两西西里王子、卡斯特罗公爵兰尼埃里 | 祖母： 两西西里公主安东妮艾塔         | 祖母之父： 两西西里王子、特拉帕尼伯爵弗朗切斯科·迪·保拉  |
| 两西西里王子、卡斯特罗公爵费迪南多·玛利亚 | 父亲： 两西西里王子、卡斯特罗公爵兰尼埃里 | 祖母： 两西西里公主安东妮艾塔         | 祖母之母： 奥地利-托斯卡纳的玛丽亚·伊莎贝尔女大公        |
| 两西西里王子、卡斯特罗公爵费迪南多·玛利亚 | 母亲： 卡罗琳娜·扎莫伊斯卡女伯爵          | 外祖父： 安德烈·扎莫伊斯基伯爵        | 外祖父之父： 斯坦尼斯瓦夫·科斯特卡·安德烈·扎莫伊斯基伯爵 |
| 两西西里王子、卡斯特罗公爵费迪南多·玛利亚 | 母亲： 卡罗琳娜·扎莫伊斯卡女伯爵          | 外祖父： 安德烈·扎莫伊斯基伯爵        | 外祖父之母： 罗莎·玛丽亚·埃娃·波托茨卡                   |
| 两西西里王子、卡斯特罗公爵费迪南多·玛利亚 | 母亲： 卡罗琳娜·扎莫伊斯卡女伯爵          | 外祖母： 两西西里公主玛丽亚·卡罗琳娜  | 外祖母之父： 同祖母之父                                  |
| 两西西里王子、卡斯特罗公爵费迪南多·玛利亚 | 母亲： 卡罗琳娜·扎莫伊斯卡女伯爵          | 外祖母： 两西西里公主玛丽亚·卡罗琳娜  | 外祖母之母： 同祖母之母                                  |